# Отрвил сир Мозел
Отрвил сир Мозел (фр. Autreville-sur-Moselle) насеље је и општина у североисточној Француској у региону Лорена, у департману Мерт и Мозел која припада префектури Нанси.
По подацима из 2011. године у општини је живело 266 становника, а густина насељености је износила 59,24 становника/km². Општина се простире на површини од 4,49 km². Налази се на средњој надморској висини од 200 метара (максималној 377 m, а минималној 180 m).

## Демографија
| 1962. | 1968. | 1975. | 1982. | 1990. | 1999. | 2011. |
| ----- | ----- | ----- | ----- | ----- | ----- | ----- |
| 197   | 218   | 230   | 252   | 264   | 249   | 266   |

График промене броја становника у току последњих година